# Civens
Civens település Franciaországban, Loire megyében. Lakosainak száma 1450 fő (2022. január 1.). Civens Rozier-en-Donzy, Cleppé, Cottance, Épercieux-Saint-Paul, Feurs, Pouilly-lès-Feurs és Salvizinet községekkel határos.

## Népesség
A település népességének változása:
| Lakosok száma | 544  | 761  | 1007 | 1340 | 1372 | 1376 | 1359 | 1411 | 1415 | 1450 |
|               | 1968 | 1982 | 1990 | 2006 | 2013 | 2015 | 2017 | 2019 | 2020 | 2022 |